# Stephen Sunday
Stephen Obayan Sunday (ur. 17 września 1988 w Lagos) – nigeryjski piłkarz grający jako defensywny pomocnik. Posiada także hiszpański paszport. Od 2016 roku gra w Real Salt Lake. Znany jako Sunny.
Sunday Stephen Obayan swoją karierę rozpoczynał w lokalnym klubie Ebedei FC z Lagos, miejscu swojego urodzenia w Nigerii. Po pewnym czasie został podstawowym zawodnikiem swojego klubu. Po grze w zespole Ebedei wyemigrował do Hiszpanii.
W roku 2003 uczestniczył w juniorskich mistrzostwach w Szwecji i Hiszpanii, a także wziął udział w corocznych mistrzostwach imigrantów w Madrycie. W tym czasie wypatrzyli go skauci Polideportivo Ejido. Jeden z włodarzy tego klubu adoptował go jako swojego syna, dzięki czemu Sunday mógł ubiegać się o hiszpański paszport i inne potrzebne do pozostania na Półwyspie Iberyjskim dokumenty.
W 2007 roku Sunday trafił do Valencii. W 2008 roku został wypożyczony do CA Osasuna, a rok później do Betisu. W 2011 roku został zawodnikiem Numancii. Następnie grał w Bene Sachnin, CSKA Sofia i Alanyasporze. W 2016 trafił do Real Salt Lake.